# 徳正寺 (葛飾区)
徳正寺（とくしょうじ）は、東京都葛飾区にある天台宗の寺院。

## 歴史
1513年（永正10年）に開山された。その後、存慶（1666年（寛文6年）寂）によって中興された。
江戸時代中期（宝暦）には､本堂を始め諸伽藍（観音堂・不動堂・閻魔堂・弁天堂・神明宮）を擁していた。
元々は江戸本所押上（現・東京都墨田区押上）に位置していたが、1923年（大正12年）の関東大震災で伽藍を焼失し、1927年（昭和2年）に現在地に移転した。

## 交通アクセス
- 新小岩駅より徒歩17分（経路案内）。